# Despoblación en Navarra
El fenómeno de la despoblación en Navarra es antiguo y la relación de despoblados es notable. Pero, a pesar de que no es novedoso, sigue presente y bastante latente hasta el punto de que, según informaba el Gobierno de Navarra (2021), «uno de cada cuatro municipios se encuentra actualmente en riesgo extremo de despoblación, es decir, uno total de 76 de los 272 municipios de la Comunidad Foral, según el análisis efectuado por la Dirección General de Administración Local y Despoblación.» El contraste lo ofrecía recientemente la Cámara de Comptos de Navarra en un informe (2024) donde indica que «en los últimos treinta años la población navarra ha aumentado el 27%, al mismo tiempo que más de la mitad de los municipios (el 56%) perdía habitantes.» Según esta institución «hay 166 municipios navarros en riesgo de despoblación, el 61% del total» siendo pueblos principalmente localizados en el Pirineo, Prepirineo, comarca de Sangüesa y Tierra Estella.

## Contexto histórico
Durante la trayectoria demográfica acaecida sobre el territorio actualmente ocupado por la Comunidad Foral de Navarra, el fenómeno de despoblación ha sido consubstancial a las vicisitudes históricas que las provocaron.